# Рави Варма
Раджа́ Ра́ви Ва́рма (малаял. രാജാ രവിവർമ്മ; 29 апреля 1848, Килиманур, Британская Индия — 2 октября 1906, там же) — индийский художник, автор множества работ, в том числе на темы индийских эпосов «Махабхарата» и «Рамаяна».

## Биография
Рави Варма (полное имя Рави Варма Койл Тампуран) родился 29 апреля 1848 года в княжеском дворце Килиманур, близ Тируванантапурама (ныне — в штате Керала), в аристократической семье правителей государства Траванкор. Уже в раннем детстве проявил немалые способности к рисованию, которые активно поддерживались его дядей. С 14 лет Рави Варма обучался традиционной индийской живописи в княжеском дворце, а в 1863 году в течение месяца брал уроки европейской живописи у приглашенного ко двору британского портретиста Теодора Йенсена.
В 1873 году Рави Варма принял участие в международной художественной выставке в Мадрасе, где лучшей была признана его картина «Леди Наир за утренним туалетом». Всемирная известность пришла к художнику после выставки, прошедшей в том же году в Вене, где он также взял главный приз.
Рави Варма никогда не носил официального титула раджи, однако стал известен в Европе как Раджа Рави Варма, принц-художник.

## Литература

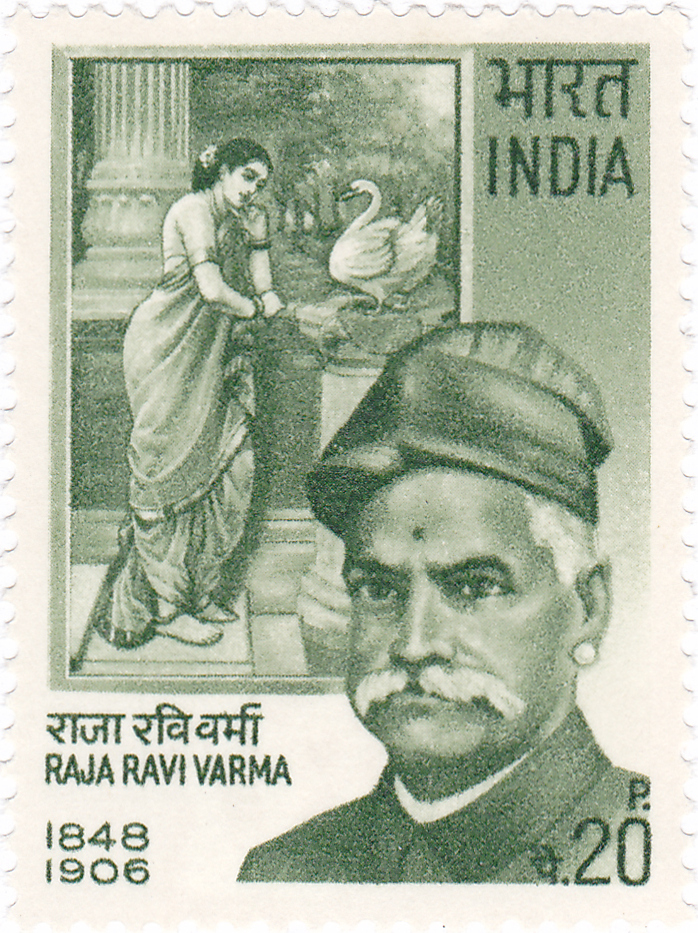
Рави Варма на индийской почтовой марке 1971 года

## Галерея

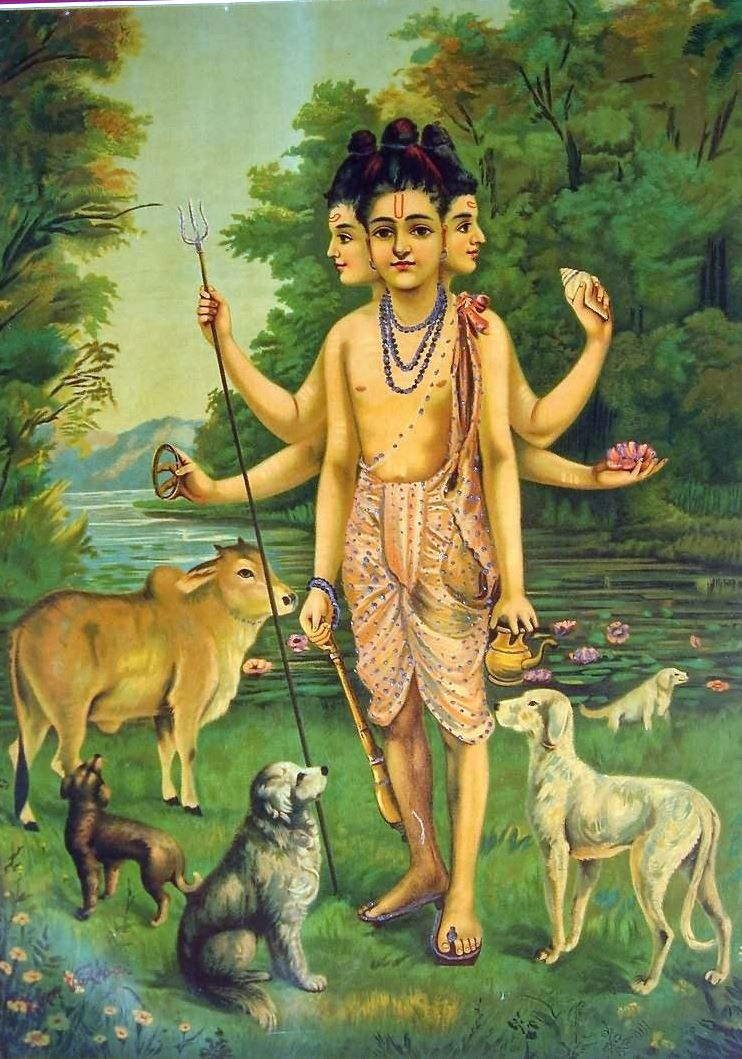
Даттатрея
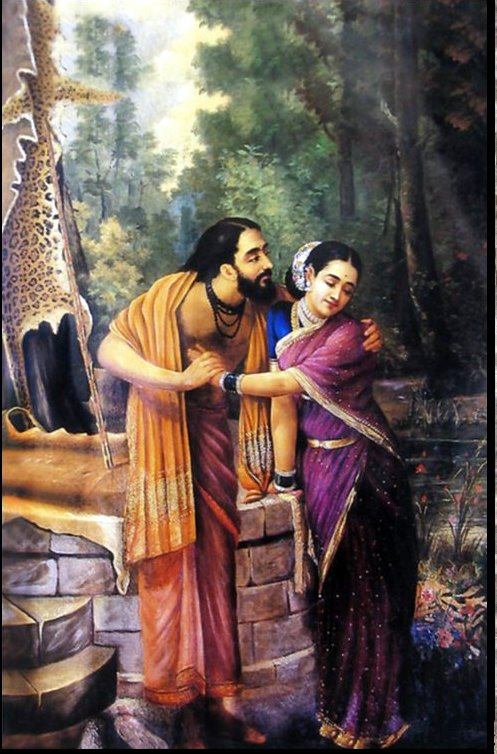
Арджуна и Субхадра
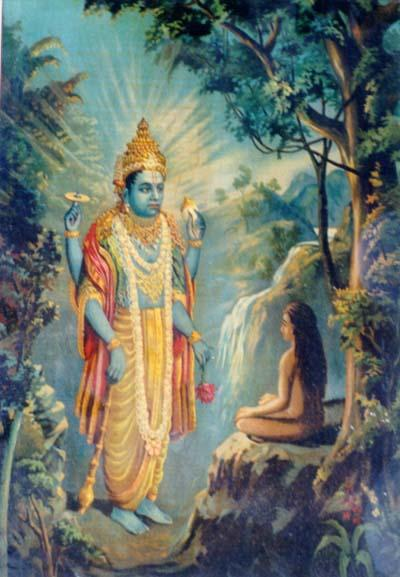
Видение Кришны
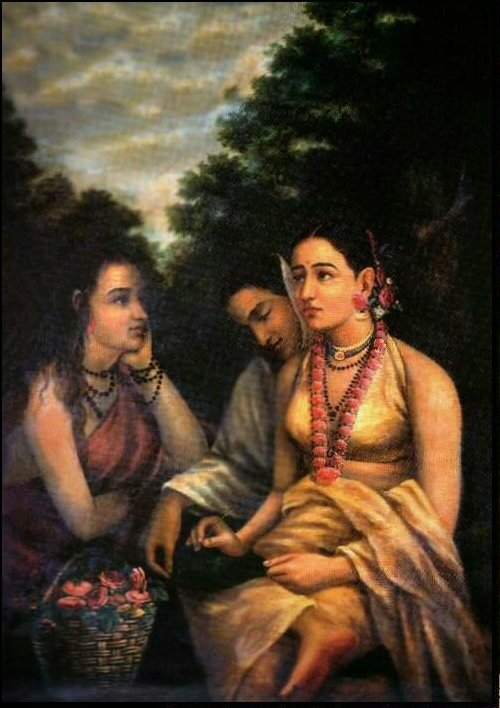
Шакунтала
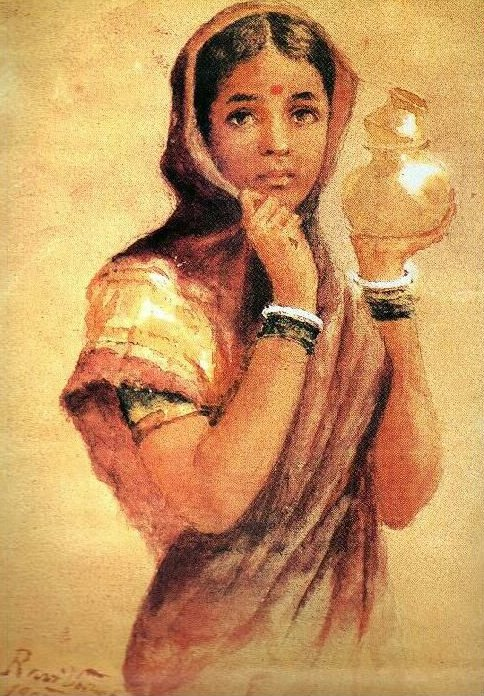
Североиндийская девушка
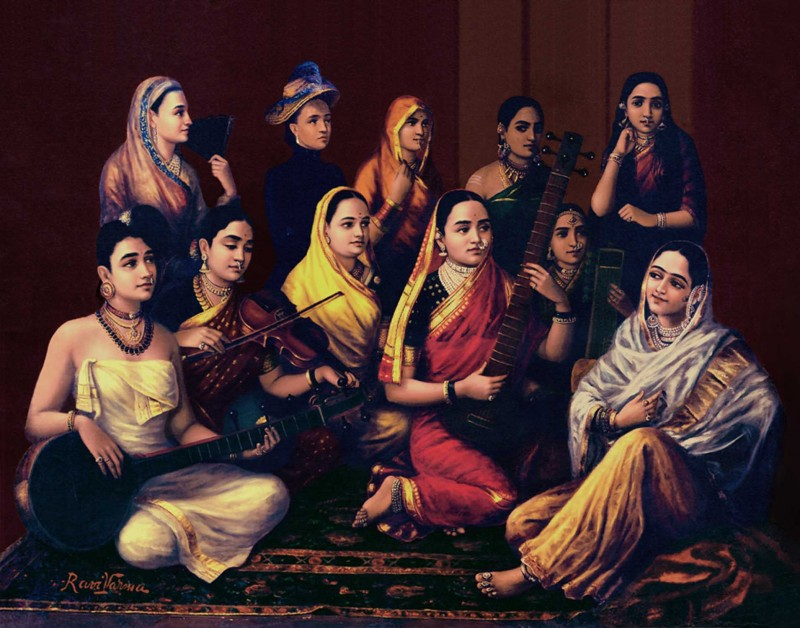
Музыкальные инструменты
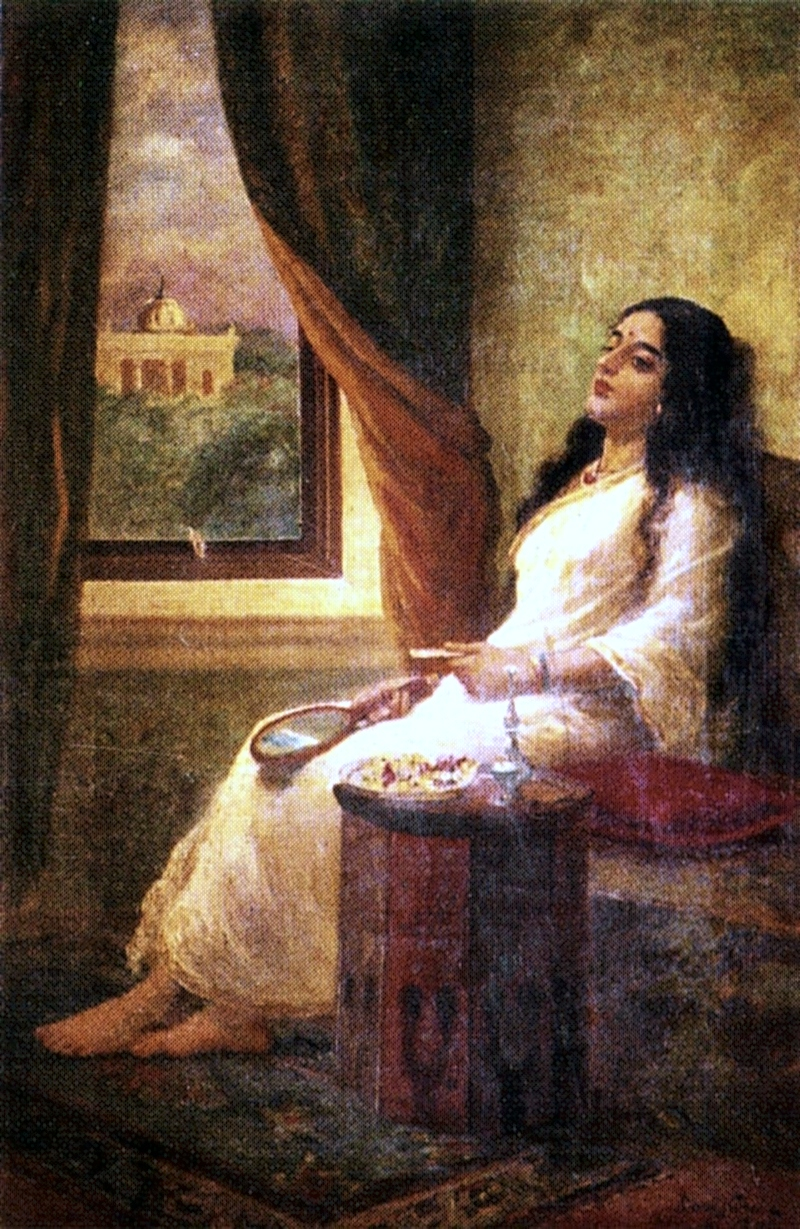
Женщина в раздумьях